# Кано Таканобу
Кано Таканобу (яп. 狩野 孝信, 1 грудня 1571 року — 18 жовтня 1618 року) — японський художник  періоду Адзуті-Момояма, майстер школи живопису Кано. Кано Таканобу — син славетного художника Кано Ейтоку, батько художників Кано Тан'ю, Кано Наонобу та Кано Ясунобу.

## Життя та творчість
Кано Таканобу народився 1 грудня 1571 року в
Кіото. Він був молодшим сином голови школи живопису Кано, славетного художника
Кано Ейтоку і молодшим братом художника
Кано Міцунобу.
Коли приблизно в 1610-1615 році Кано Наганобу (1577—1654), старший брат Кано Ейтоку, за наказом влади сьогунату Едо, переїхав до міста Едо, Кано Таканобу залишився на чолі гілки школи Кано в Кіото. У той час Таканобу отримував багато замовлень робіт від влади і багатої знаті. Після смерті Кано Ейтоку тільки Наганобу і Таканобу володіли достатньою майстерністю і авторитетом для того, щоб стати на чолі школи і передавати майстерність і традиції школи учням.
За допомогою фінансової підтримки від сьогунату Токугава (Едо) Таканобу в 1614 році створив розпису для нового палацу імператора Ґо-Мідзуноо. Робота охоплювала безліч розсувних панелей в палаці і прилеглих будівлях . Також двадцяти трьом панелям із зображенням тридцяти двох китайських мудреців в тронному залі
Сісін Імператорського палацу в Кіото приписується авторство Кано Таканобу. Розписи були створені фарбами на шовку і прикріплені до дерев'яних панелей. Китайські мудреці були традиційним мотивом для розписів в палацах, оскільки монархам подобалося уособлювати себе з цими зразками мудрості і моралі. Ці розписи є одними з небагатьох збережених на цей час робіт художника і найстаршими зі збережених творів мистецтва в залі палацу
.
У 1617 році старший син Таканобу Кано Тан'ю вирушив до міста Едо і став першим офіційним живописцем (гойо-есі) сьогунату Токугава
. Після смерті Таканобу школу Кано в Кіото очолив його другий син Кано Наонобу (1607—1650), але в 1630 він також переїхав в Едо і отримав там статус гойо-есі . Школу в Кіото спочатку очолив Кано Саданобу, а потім наймолодший син Таканобу — Кано Ясунобу. Він також вирушив до старших братів в Едо, залишаючись при цьому офіційним головою школи в Кіото .

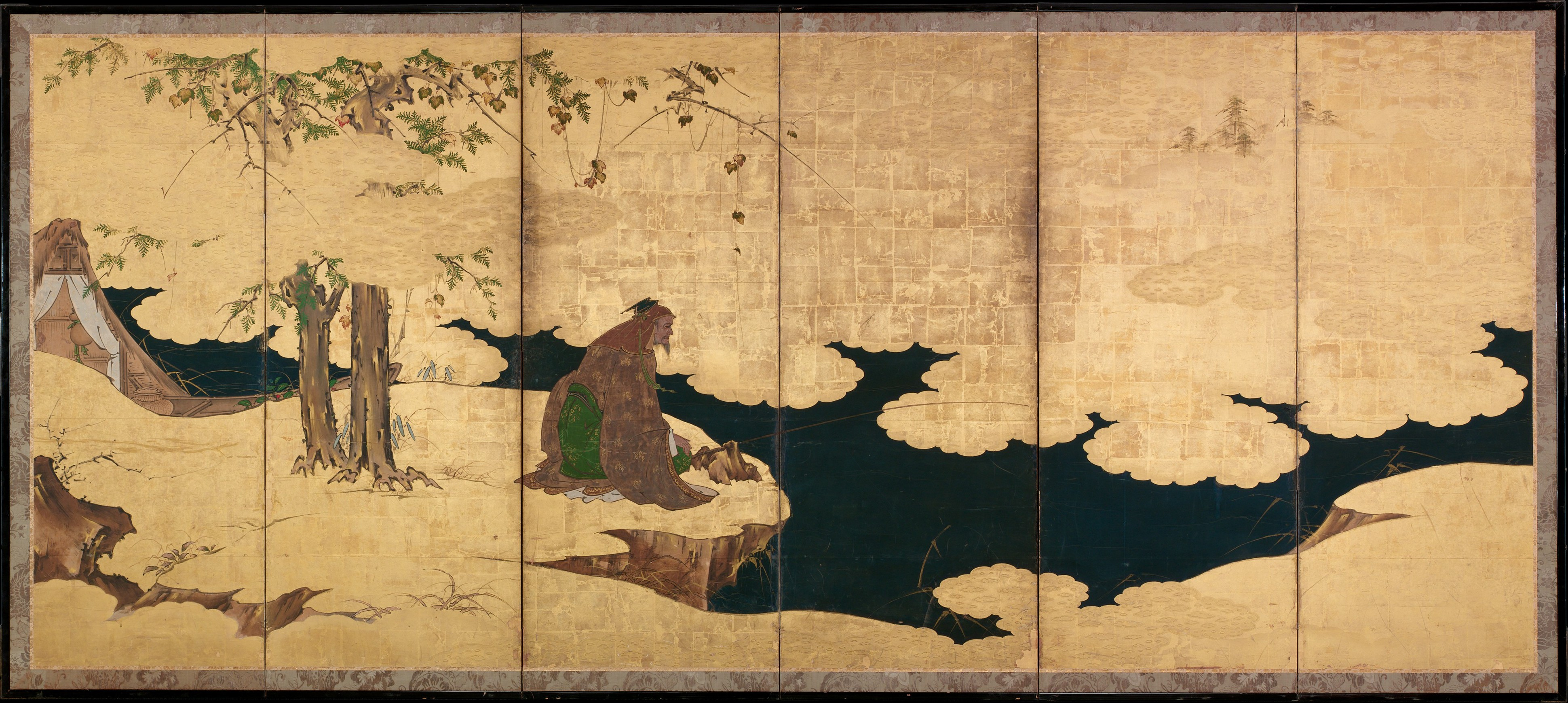
Зустріч імператора Вена і рибалки Люй Шана, ліва частина
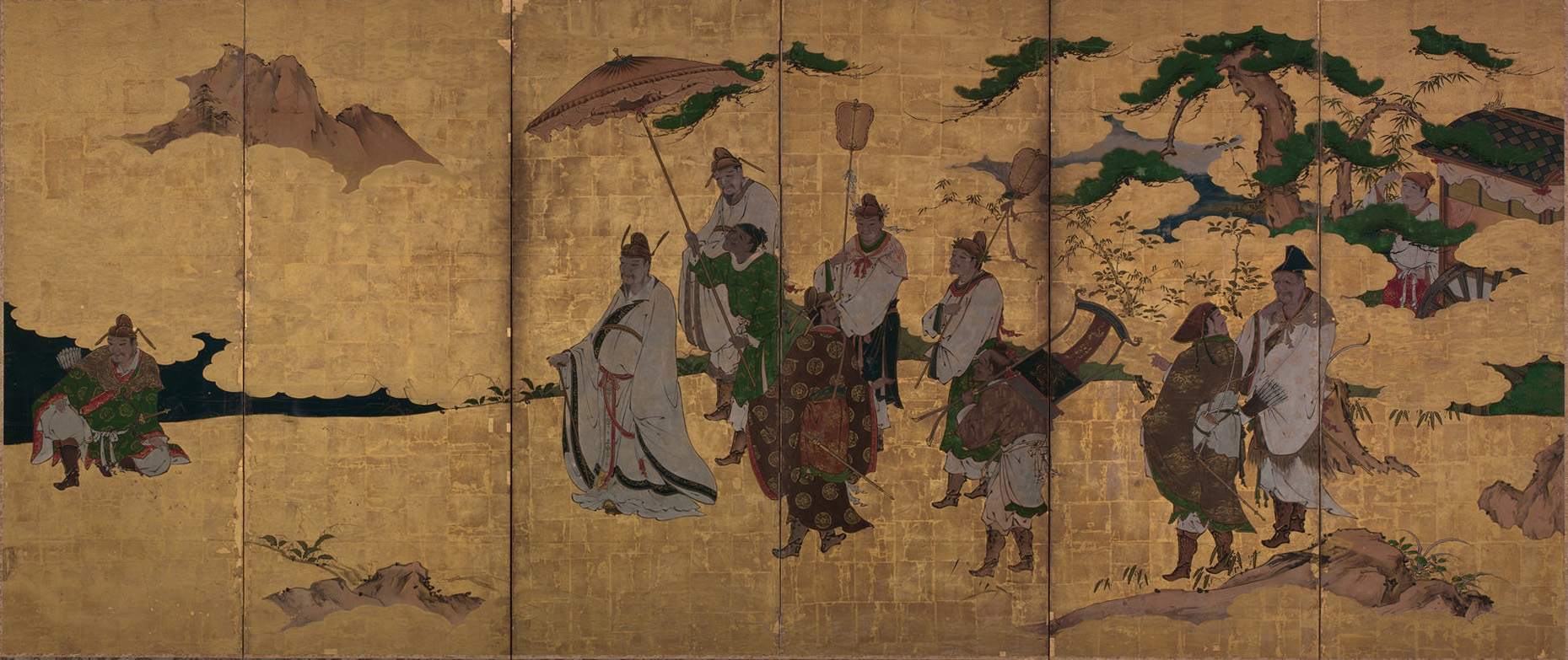
Зустріч імператора Вена і рибалки Люй Шана, права частина
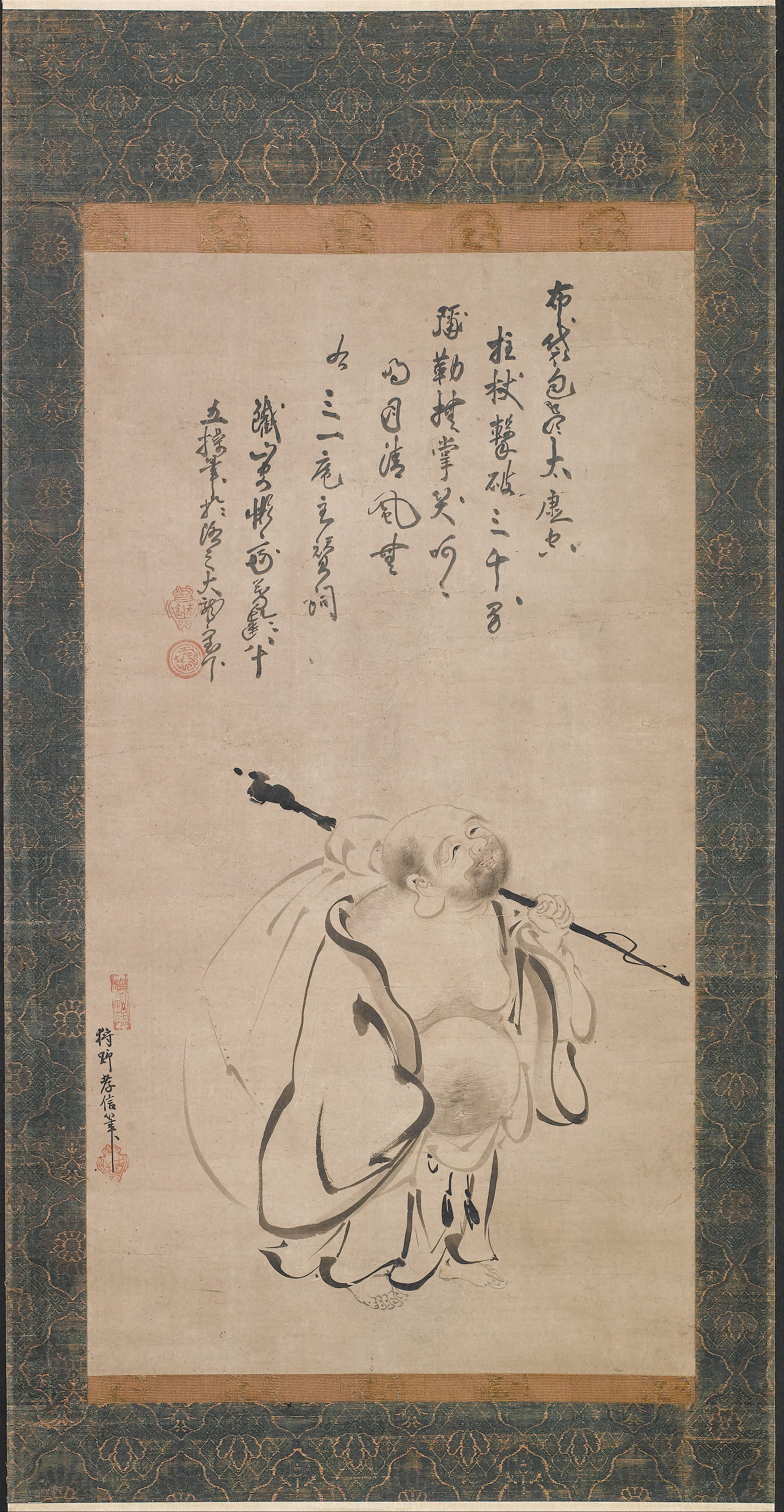
Хотей
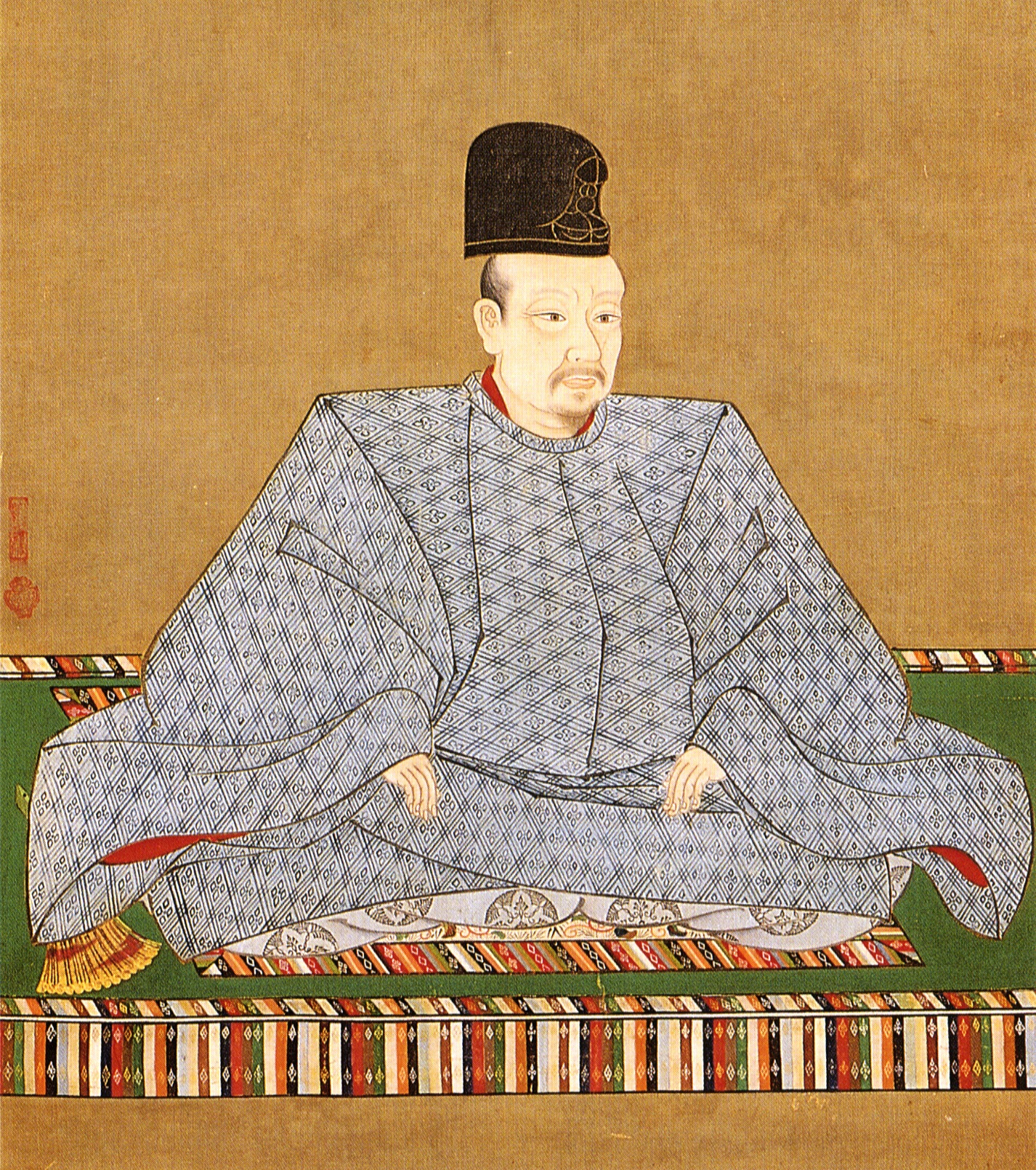
Імператор Ґо-Йодзей
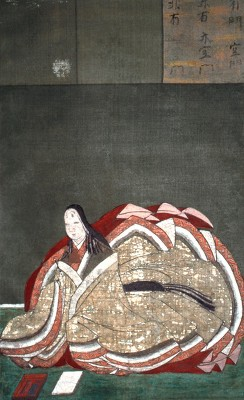
Портрет Мурасакі Сікібу